# Hamurabi (jogo eletrônico)
Hamurabi é um jogo eletrônico de computador baseado em texto de estratégia e gestão de recursos desenvolvido pela primeira vez por Doug Dyment em 1968. Ele foi desenvolvido por Dyment na Digital Equipment Corporation intitulado de The Sumer Game. O jogo consistia em dez rodadas em que o jogador, como o antigo rei babilônico Hammurabi, gerenciava o quanto de seus grãos gastar em plantações para a próxima rodada, alimentava o seu povo, além de poder comprar terras adicionais,e de ter de lidar com variações aleatórias na plantações, rendimentos e pragas. O jogo foi possivelmente inspirado em um jogo de mesmo nome de 1966, uma simulação econômica baseada em texto muito mais aprofundada, destinada às crianças.
Várias versões do jogo foram criadas para a linguagem de programação FOCAL, mas em 1973 David H. lançou vários jogos de computador, e um livro de jogos escritos na linguagem de programação BASIC, que incluía sua versão do jogo de Hamurabi. Esta versão expandida do jogo, intitulada Hamurabi, tornou-se rapidamente a versão mais proeminente devido à popularidade do livro e da linguagem de programação. Hamurabi influenciou muitos jogos de estratégia e simulação posteriormente e é também um antecedente do gênero de construção de cidades.

## Jogabilidade
Hamurabi é um jogo baseado em texto de estratégia centrado na gestão de recursos em que o jogador, identificado no texto como o antigo rei babilônico Hammurabi, insere números em resposta a perguntas colocadas pelo jogo. Os recursos que o jogador deve gerenciar são pessoas, hectares de terra, e alqueires de grãos. Estes são geridos ao longo de dez rodadas, cada uma das quais representa um ano. Cada pessoa pode cultivar uma quantidade fixa de terra, que produz grãos. Os grãos, por sua vez, podem ser usados para alimentar as pessoas, que de outra forma podem morrer na rodada seguinte, ou sobreviver para a colheita do ano seguinte. O jogador também pode comprar ou vender terra para seus vizinhos em cada turno em troca de grãos. Cada rodada começa com um conselheiro dizendo: "Hamurabi: Eu imploro para relatar a você o status atual da cidade", se você aceitasse ele iria dizer a colheita do ano anterior e mudança na população, seguido por uma série de perguntas sobre quantos alqueires de grãos você gastaria em terra, em sementes, e alimentando as pessoas.
As variações do jogo eram impulsionadas por números aleatórios: o preço da terra é decidido aleatoriamente a cada rodada entre 17 e 26 alqueires por acre, a quantidade de alqueires gerados a cada rodada é decidida aleatoriamente, quantidades aleatórias de alqueires são comidas por ratos, e novas pessoas vêm para a cidade a cada ano em quantidades aleatórias. Cada ano também apresenta a possibilidade de uma praga reduzir a população pela metade. O jogo termina após dez rodadas, ou mais cedo se a população inteira da cidade morrer ou pelo menos 45 por cento das pessoas morrerem de fome em uma única rodada.

## Desenvolvimento

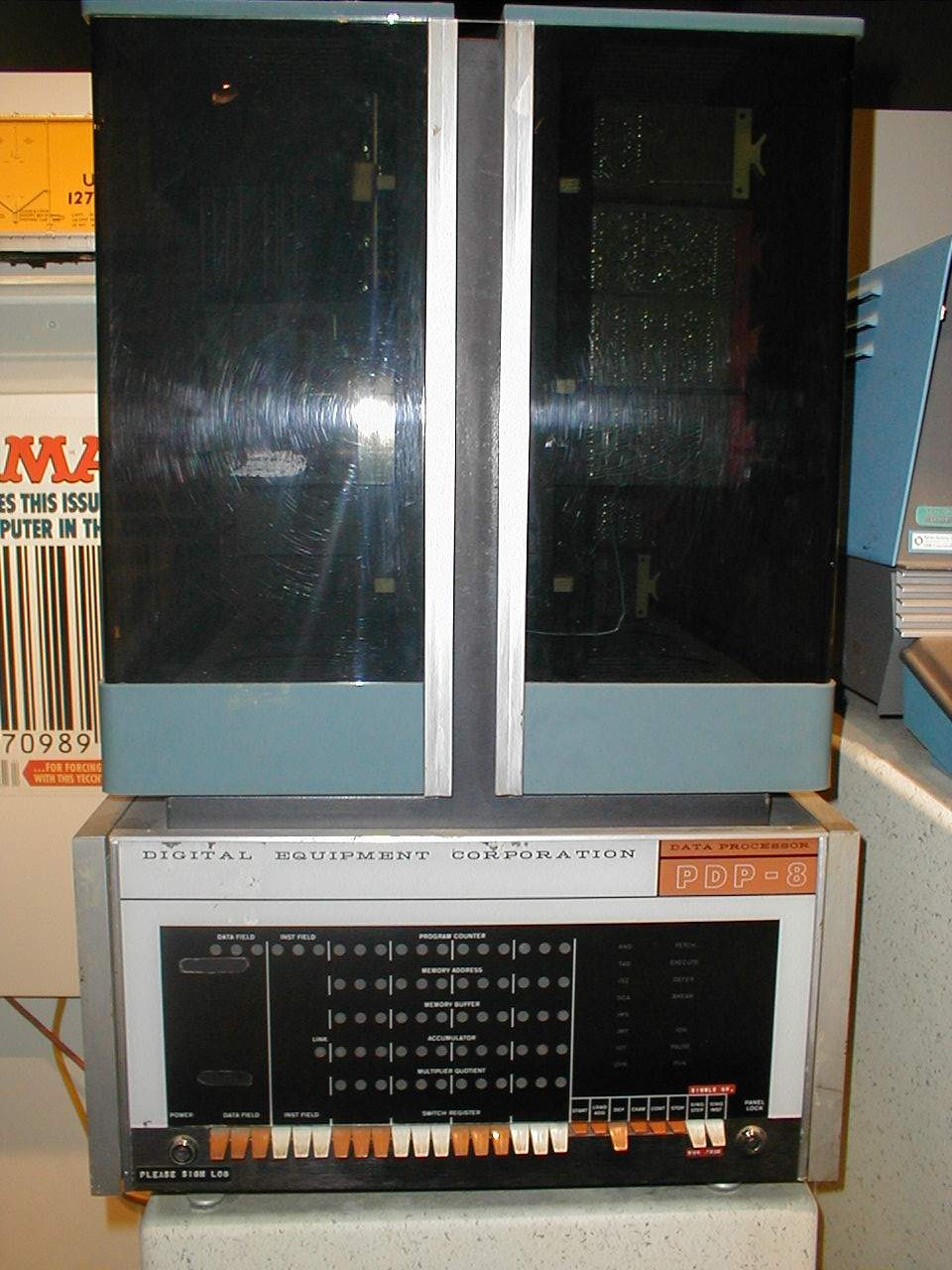
Um minicomputador PDP-8 original.

Em 1968, um funcionário da Digital Equipment Corporation, Richard Merrill, criou a linguagem de programação FOCAL. Como um programa inicial para a linguagem de programação, um funcionário da empresa, Doug Dyment, desenvolveu The Sumer Game, programando-o para um minicomputador DEC PDP-8. O jogo foi por vezes erroneamente atribuído em 1969 a Merrill, mas um catálogo de programas de 1973 feito pelo equipamento digital Computer Users Society (DECUS) lista Dyment como o desenvolvedor original. O jogo foi originalmente descrito como: "Este é um programa de simulação/jogo que será executado em um sistema PDP-8. A economia de uma cidade suméria no ano 3000 a.C. é simulada no modo de um moderno jogo de negócios", os jogos de negócios foram jogos de simulação de gerenciamento de negócios baseados em texto, como The Management Game, que foi usado em escolas de negócios desde pelo menos 1958. Em 1961, já havia mais de 89 diferentes jogos de simulação de negócios em uso, com várias capacidades gráficas. Em 1966, o funcionário da IBM, William McKay, desenvolveu uma simulação de negócios intitulada de The Sumer Game para o Conselho de serviços educacionais cooperativos no norte de Nova Iorque. Não se sabe se The Sumer Game foi inspirado por um jogo de mesmo nome, que era uma simulação econômica baseada em texto muito mais aprofundada, destinada às crianças, desenvolvida em consultas feitas com especialistas em história do Oriente Médio.
Várias versões de The Sumer Game foram criadas: Jerry Pournelle disse em 1989 que metade das pessoas que conhecia havia escrito um programa baseado em Hamurabi. O catálogo DECUS 1973 lista adicionalmente uma versão em língua francesa feita por J. f. Champarnaud e f. H. Bostem para a versão da linguagem de programação FOCAL-69 do jogo, e um catálogo de 1978 adiciona James R. B. Howard II e Jimmie B. Fletcher como os desenvolvedores de "uma modificação de Hamurabi com recursos adicionais". A versão francesa do jogo, no entanto, apesar de ser listada como The Sumer Game, descreveu-se não como uma tradução do jogo original, mas como uma tradução de Hamurabi.
Por volta de 1971, David H., um funcionário da DEC, escreveu uma versão de The Sumer Game na linguagem de programação BASIC. Ao contrário da versão em FOCAL, a versão em Basic era executada não apenas em computadores mainframe e minicomputadores, mas também em computadores pessoais. Em 1973, ele publicou vários jogos de computador em BASIC e um livro de jogos escrito em Basic que viraram Best-seller e que incluíam sua versão de The Sumer Game. A versão expandida foi renomeada para Hamurabi e acrescentava uma avaliação de desempenho do jogador no fim do jogo. A popularidade do livro e da linguagem de programação colaborou para que a versão do jogo feito por David se tornasse a versão mais conhecida do jogo. O livro dizia que Hamurabi era uma modificação de um jogo escrito em focal, mas listou o autor como sendo desconhecido.

## Legado
Além das múltiplas versões de Hamurabi, vários outros jogos de simulação foram criados como expansões do jogo original. Estes incluem Kingdom (1974) criado por Lee Schneider e Todd Voros, e Dukedom (1976), uma expansão de Kingdom. Outras derivações incluem King (1978) criado por James A. Storer, e Santa Paravia en Fiumaccio (1978) criada por George Blank; Santa Paravia acrescentou o conceito de gestão de edifícios de cidades, tornando-se um antecedente para o gênero de simulação de construção de cidades, bem como um jogo de estratégia precoce. Hamurabi inspirou jogos de simulação econômica mais complexos; M.U.L.E. (1983) e Anacreon (1987) são dois jogos que críticos mencionam como sendo semelhantes a Hamurabi.